# Bi1

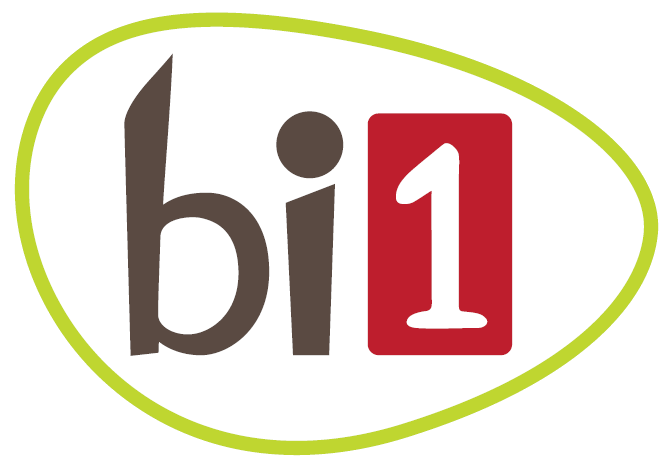
Logo Bi1

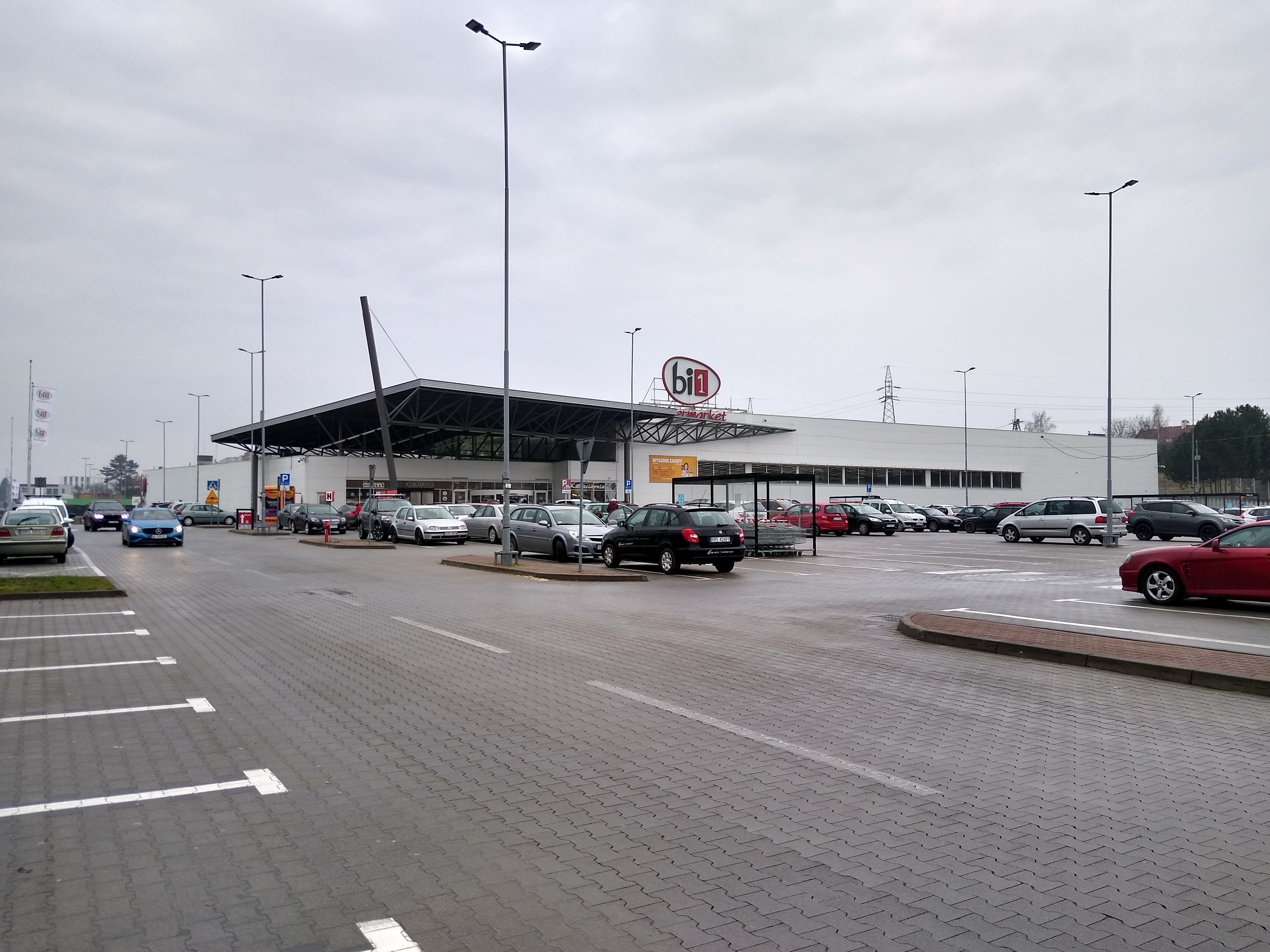
Bi1 w Rzeszowie

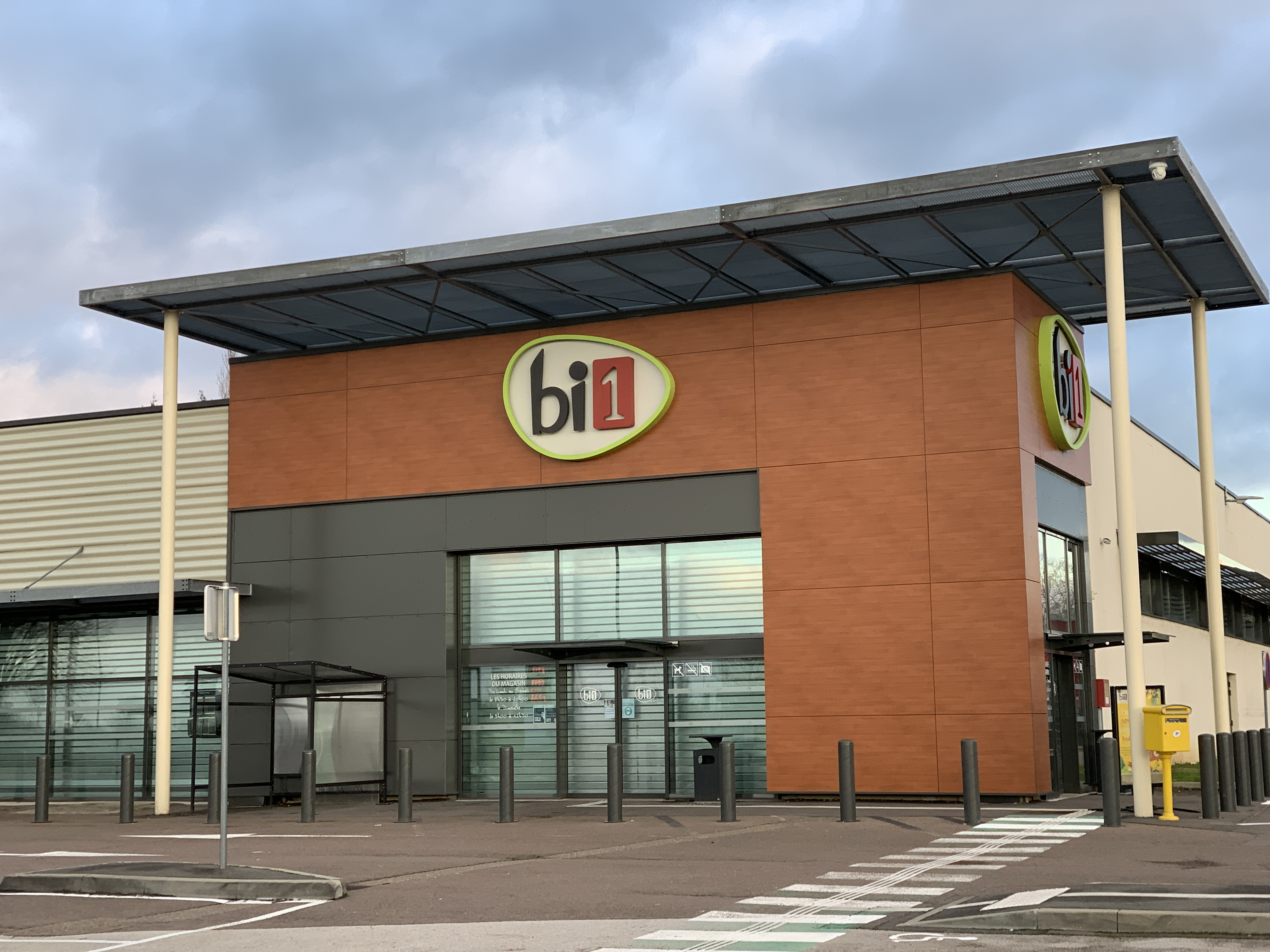
Bi1 we Francji (Marcigny)

Bi1 – sieć hipermarketów, która w Polsce zastąpiła sklepy Real przejęte przez francuskie przedsiębiorstwo Schiever. Pod tym szyldem działa obecnie osiem sklepów wielkopowierzchniowych (7 lokalizacji przejętych po sieci Real i hipermarket w Ełku, zbudowany od podstaw dla sieci, otwarty 3 marca 2021), których operatorem jest spółka Rella Investments. Do grupy Schiever należą w Polsce również dwa centra z hipermarketami Auchan (w Raciborzu i Zielonej Górze). Kontroluje je spółka Schiever Polska.
Marka Bi1 jest obecna również na rodzimym rynku francuskim, jednak tam obejmuje ona sieć supermarketów, a więc sklepów o mniejszej powierzchni handlowej.

## Lista sklepów
Hipermarkety Bi1 znajdują się w następujących miastach:
- Białystok
- Bielsko-Biała
- Czeladź
- Ełk
- Legnica
- Rzeszów
- Szczecin
- Wałbrzych

## Kontrowersje
Powstanie sieci Bi1 w Polsce wiąże się z decyzją Urzędu Ochrony Konkurencji i Konsumentów o warunkowym przejęciu sieci Real należącej do Grupy Metro przez konkurencyjną grupę Auchan. Warunkiem skutecznego zawarcia transakcji miało być odsprzedanie ośmiu spośród pięćdziesięciu siedmiu hipermarketów innemu przedsiębiorstwu. Swoje zainteresowanie kupnem części sieci Real wyraziła francuska grupa Anciens Etablissmements Georges Schiever et Fils, która wówczas w Polsce prowadziła działalność poprzez spółkę Schiever Polska, będącą wspólnym przedsięwzięciem z Auchan Polska do prowadzenia centrów i hipermarketów Auchan w czterech lokalizacjach. Według niektórych znawców rynku, była to problematyczna oferta, gdyż Schiever i Auchan współpracują ze sobą, zarówno na rynku rodzimym, jak i polskim, istnieją między nimi również powiązania personalne, pojawiło się więc ryzyko, że obie te spółki mogły chcieć obejść restrykcje nałożone przez urząd antymonopolowy. Dokonano jednak szeregu zmian personalnych i właścicielskich w Schiever Polska, m.in. całość udziałów w posiadaniu Auchan Polska przejął Schiever w zamian za odstąpienie na rzecz Auchan Polska dwóch lokalizacji. Po serii badań UOKiK doszedł do wniosku, iż przejęcie Reala przez francuską centralę Schiever może zostać dokonane, a transakcja ta nie ograniczy konkurencji na polskim rynku.
Ostatecznie marka Bi1 pojawiła się w siedmiu z ośmiu uzgodnionych lokalizacji, gdyż Schiever zdecydował się nie kontynuować działalności w Sosnowcu.